# Richard Muth (Maler)

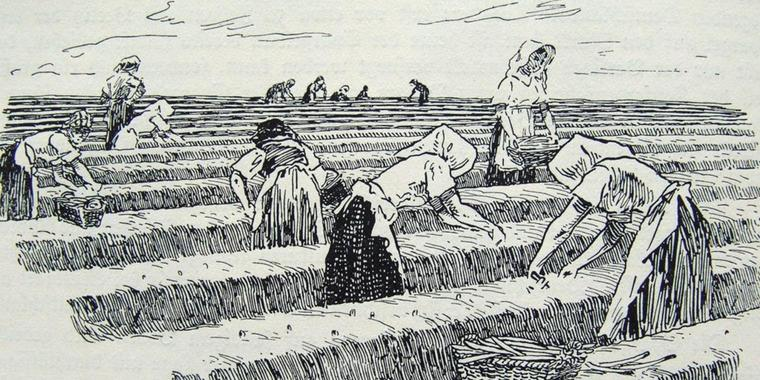
Spargelernte

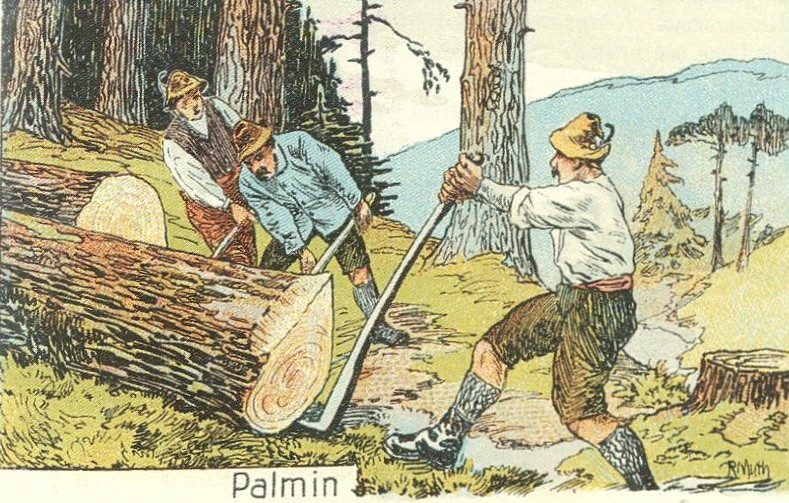
Sammelbild (1911)

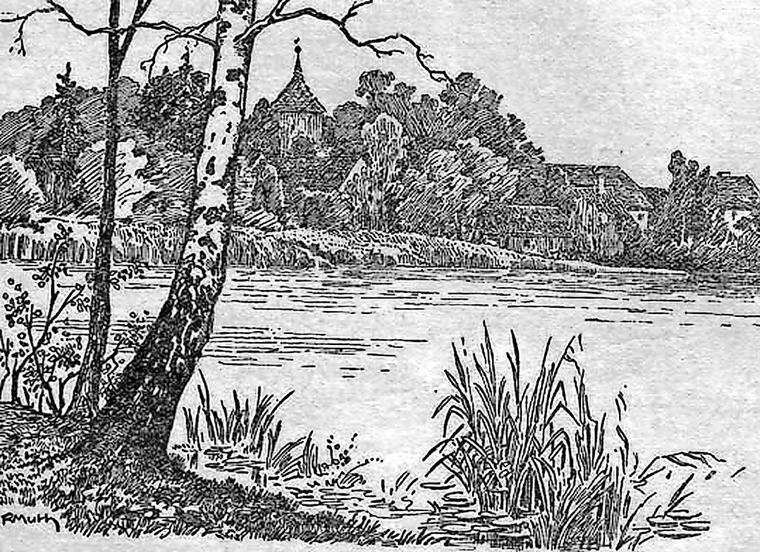
Seddiner See

Richard Muth (geboren 6. Oktober 1868 in Berlin; gestorben 14. November 1933 in Michendorf) war ein deutscher Maler und Grafiker.

## Leben
Richard Muth studierte von 1888 bis 1895 an der Kunstakademie Berlin und in München. Er machte mehrere Italienreisen. Seine Zeichnungen „Via del Romito“ und „Italienisches Landhaus“ wurden 1904 auf der Großen Berliner Kunstausstellung gezeigt. Er heiratete und hatte fünf Kinder. 1907 zog er von Caputh nach Rehbrücke und 1921 nach Michendorf. Seine Landschaftsmalerei musste er aus wirtschaftlichen Gründen mit Auftragsarbeiten als Gebrauchsgrafiker ergänzen und er fertigte Prospekte, Plakate, Buchschmuck und Zeichnungen in Kalendern und Hausfrauenblättern, sowie Sammelbilder für Sarotti, Stollwerck und Palmin. In der Inflationszeit 1923 entwarf er Notgeldscheine für die Gewerbetreibenden in Michendorf. Er fertigte auch Kinderspielzeug aus Holz und aus bemaltem, gebranntem Ton. Muth veröffentlichte kunstpädagogische und kunsthistorische Aufsätze.
Muth war von 1921 bis 1925 Kreistagsabgeordneter im Landkreis Zauch-Belzig für die SPD und war Anfang der 1920er Jahre bis 1924 nebenberuflicher Amtsvorsteher des Amtes Saarmund.